# Burg Nussberg

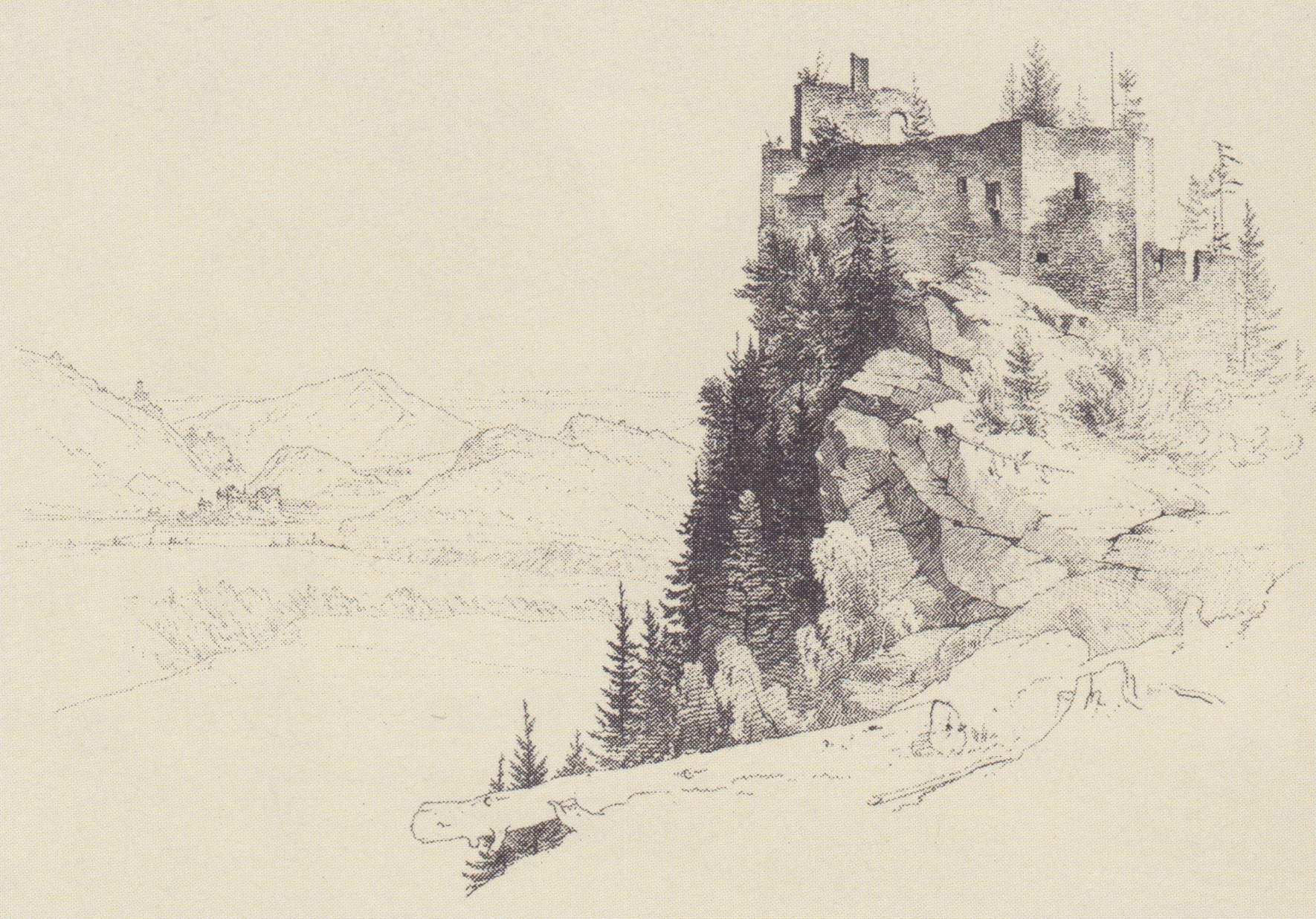
Darstellung von Markus Pernhart (um 1850)

Die Burg Nussberg ist die Ruine einer Höhenburg oberhalb der gleichnamigen Streusiedlung im Gemeindegebiet von Frauenstein westlich von Sankt Veit an der Glan in Kärnten. Die Reste des Bauwerkes stehen unter Denkmalschutz (Listeneintrag).

## Geschichte
Die Burg wurde vermutlich im frühen 12. Jahrhundert errichtet, im 13. Jahrhundert ausgebaut und erreichte im 15. und 16. Jahrhundert ihre größte Ausbaustufe. Im Jahr 1148 wurde ein Ruodeger de Nuzperch urkundlich erwähnt, er war Ministeriale des Herzogs von Kärnten. Zu seinen Nachfahren gehören Albrecht von Nussberg, der 1224 am Friesacher Turnier teilnahm, und Chunradus de Nuszperch, der an der Venusfahrt des Minnesängers Ulrich von Liechtenstein beteiligt war. Im 13. Jahrhundert kam die Burg an das steirische Nonnenstift Göss, das sie als Lehen vergab. Gegen Ende des 14. Jahrhunderts ging der Besitz an die Värber auf Frauenstein über. 1478 fiel sie den in Kärnten einfallenden Ungarn in die Hände und wurde anschließend während drei Wochen von Soldaten der kaiserlichen Hauptleute Preunner und Mundbrot belagert, bis sich die ungarischen Truppen ergeben mussten. Nach dem Aussterben der Värber im 16. Jahrhundert erwarb Johann Welzer von Eberstein die Burg Nussberg, die bis zum Jahr 1700 im Besitz der Familie blieb. Zu diesem Zeitpunkt war die Burg bereits im Verfall begriffen. Das Anwesen kam zunächst an Andreas von Mayerhofen, wurde später der Herrschaft Kraig einverleibt und kam schließlich in den Besitz der Familie Goëss.

## Baubeschreibung
Die Ruine befindet sich im Waldbestand der Nordseite des Gauerstalls auf einer Felsnase etwa in der Mitte des Hangs. Aus der romanischen Erbauungszeit sind nur noch wenige Mauerreste vorhanden, hingegen finden sich noch Relikte des gotischen Torturmes. Der Zugang zur Burg erfolgte über die Südseite der Anlage, wo die Zwingmauer und ein Halsgraben erkennbar sind. Die übrigen Seiten mussten aufgrund des Steilhanges nicht durch Verteidigungsanlagen gesichert werden. Die Gebäude sind um einen annähernd rechteckigen, 20 Meter langen Innenhof gruppiert. Vier gewölbte Räume und die Freitreppe des gotischen Wohntraktes sind teilweise erhalten, darüber befindet sich aufgehendes Mauerwerk. Dem Torturm gegenüber befindet sich ein weiterer, mehrgeschoßiger Bau. In den Resten des Haupttores befinden sich die Fragmente von zwei eingemauerten, römerzeitlichen Inschriftentafeln.